# Sintula orientalis
Sintula orientalis är en spindelart som beskrevs av Robert Bosmans 1991. Sintula orientalis ingår i släktet Sintula och familjen täckvävarspindlar.
Artens utbredningsområde är Algeriet. Inga underarter finns listade i Catalogue of Life.